# Homalosilpha contraria
Homalosilpha contraria är en kackerlacksart som först beskrevs av Walker, F. 1868.  Homalosilpha contraria ingår i släktet Homalosilpha och familjen storkackerlackor.
Artens utbredningsområde är Filippinerna. Inga underarter finns listade i Catalogue of Life.